# Здравко Ковачић
Здравко Ковачић (Шибеник, 6. јул 1925 — Ријека, 1. април 2015) био је југословенски ватерполиста.

## Спортска биографија
Ватерполом се бавио од 1939. године. Играо је за клубове ЈШК Викторија и Приморје (Ријека).
Почетком 1950-их сматран је за једног од најбољих ватерполо голмана на свету. Са репрезентацијом Југославије учесник три олимпијаде (1948, 1952, 1956), освајач сребрне медаље на Летњим Олимпијским играма у Хелсинкију (1952) и Мелбурну (1956). На церемонији отварања Олимпијских игара у Мелбурну био је носилац заставе Југославије. Има сребрну медаљу са Европског првенства у Торину у Италији (1954) и бронзану медаљу у Бечу (1950).
По завршетку играчке каријере, стекао је диплому економисте, радио је као директор бродарске компаније Југолинија. Године 1984. примљен је у Међународну пливачку кућу славних. Преминуо је 1. априла 2015. године у Ријеци.